# Saint-Avit-le-Pauvre
Saint-Avit-le-Pauvre település Franciaországban, Creuse megyében. Lakosainak száma 88 fő (2022. január 1.). Saint-Avit-le-Pauvre Ars, Fransèches és Saint-Sulpice-les-Champs községekkel határos.

## Népesség
A település népessége az elmúlt években az alábbi módon változott:
| Lakosok száma | 104  | 76   | 69   | 77   | 76   | 78   | 78   | 77   | 77   | 88   |
|               | 1968 | 1982 | 1990 | 2006 | 2013 | 2015 | 2017 | 2019 | 2020 | 2022 |